# Устя (Гдовський район)
Устя (рос. Устье) — присілок в Гдовському районі Псковської області Російської Федерації.
Населення становить 169 осіб. Входить до складу муніципального утворення Муніципальне утворення Гдов.

## Історія
Від 2005 року входить до складу муніципального утворення Муніципальне утворення Гдов.

## Населення
| 2001 | 2002 | 2010 |
| ---- | ---- | ---- |
| 222  | ↘193 | ↘169 |